# 公白镇
公白镇是中国广东省河源市和平县下辖的一个镇，位于和平县南部。辖区总面积63.3平方公里，下辖1个社区8个村，总人口1.1961万人。
公白镇下辖以下村级行政区划单位
街道社区、东联村、塘角村、美塘村、新石村、新陂村、新江村和新聚村。